# العلاقات التشيكية الإيطالية
العلاقات التشيكية الإيطالية هي العلاقات الثنائية التي تجمع بين التشيك وإيطاليا.

## مقارنة بين البلدين
هذه مقارنة عامة ومرجعية للدولتين:
| وجه المقارنة                                              | التشيك                                                                            | إيطاليا                                                  |
| --------------------------------------------------------- | --------------------------------------------------------------------------------- | -------------------------------------------------------- |
| المساحة (كم2)                                             | 78.87 ألف                                                                         | 301.34 ألف                                               |
| عدد السكان (نسمة)                                         | 10.52 مليون                                                                       | 60.60 مليون                                              |
| الكثافة السكانية (ن./كم²)                                 | 133.38                                                                            | 201.1                                                    |
| العاصمة                                                   | براغ                                                                              | روما، فلورنسا، تورينو                                    |
| اللغة الرسمية                                             | اللغة التشيكية                                                                    | اللغة الإيطالية                                          |
| العملة                                                    | كرونة تشيكية، كرونة تشيكوسلوفاكية                                                 | يورو، ليرة إيطالية                                       |
| الناتج المحلي الإجمالي (بليون دولار)                      | 215.73 مليار                                                                      | 1.93 تريليون                                             |
| الناتج المحلي الإجمالي (تعادل القوة الشرائية) بليون دولار | 356.15 مليار                                                                      | 2.26 تريليون                                             |
| الناتج المحلي الإجمالي الاسمي للفرد دولار أمريكي          | 17.55 ألف                                                                         | 29.96 ألف                                                |
| الناتج المحلي الإجمالي للفرد دولار أمريكي                 | 31.19 ألف                                                                         | 35.46 ألف                                                |
| مؤشر التنمية البشرية                                      | 0.878                                                                             | 0.873                                                    |
| رمز المكالمات الدولي                                      | +420                                                                              | +39                                                      |
| رمز الإنترنت                                              | .cz                                                                               | .it                                                      |
| المنطقة الزمنية                                           | ت ع م+01:00، ت ع م+02:00، توقيت وسط أوروبا، توقيت وسط أوروبا الصيفي، أوروبا/براغ ‏ | توقيت وسط أوروبا، ت ع م+01:00، ت ع م+02:00، أوروبا/روما ‏ |

## مدن متوأمة
في ما يلي قائمة باتفاقيات التوأمة بين مدن تشيكية وإيطالية:
- ترتبط ماريانسكي لازني مع تشيانسيانو تيرمي باتفاقية توأمة منذ 1978.
- ترتبط Nelahozeves [الإنجليزية]‏ مع زاغارولو باتفاقية توأمة.
- ترتبط Brandýs nad Labem-Stará Boleslav [الإنجليزية]‏ مع مونتيسكودايو باتفاقية توأمة.
- ترتبط باردوبيتسه مع روزينانو ماريتيمو باتفاقية توأمة منذ 1 أكتوبر 1991.[14][15][16][17]
- ترتبط أوهرسكه هراديشتيه مع بلدة بيفيرنو باتفاقية توأمة.
- ترتبط Kopřivnice [الإنجليزية]‏ مع كاستليوني دل لاغو باتفاقية توأمة.
- ترتبط Rousínov [الإنجليزية]‏ مع درفيو باتفاقية توأمة.
- ترتبط إقليم أولوموتس مع مقاطعة ريدجو إميليا باتفاقية توأمة.
- ترتبط فسيتين مع فليتري باتفاقية توأمة.
- ترتبط Chanovice [الإنجليزية]‏ مع Cigole [الإنجليزية]‏ باتفاقية توأمة.
- ترتبط Nový Bor [الإنجليزية]‏ مع بلدة بيفيرنو باتفاقية توأمة منذ 1969.[18]
- ترتبط Česká Třebová [الإنجليزية]‏ مع أغرات بريانزا باتفاقية توأمة منذ 9 يونيو 2005.[19]
- ترتبط Dolní Benešov [الإنجليزية]‏ مع سانتا ماريا ديل سيدرو باتفاقية توأمة.
- ترتبط بشيبرام مع Ledro [الإنجليزية]‏ باتفاقية توأمة.
- ترتبط أولوموتس مع فلورنسا باتفاقية توأمة.
- ترتبط بريتسلاف مع بلدة بيفيرنو باتفاقية توأمة.
- ترتبط هرادتس كرالوفه مع ألساندريا باتفاقية توأمة منذ 16 يونيو 2003.[20][21][22][23]
- ترتبط Buštěhrad [الإنجليزية]‏ مع Ledro [الإنجليزية]‏ باتفاقية توأمة.
- ترتبط تشيسكي كروملوف مع سان جيمنيانو باتفاقية توأمة.
- ترتبط Žamberk [الإنجليزية]‏ مع فريساغرانديناريا باتفاقية توأمة.
- ترتبط براغ مع نابولي باتفاقية توأمة منذ 1967.
- ترتبط Rosice [الإنجليزية]‏ مع لينيت باتفاقية توأمة.
- ترتبط برنو مع فيرارا باتفاقية توأمة منذ 1973.
- ترتبط زلين مع سستو سان جوفاني باتفاقية توأمة.
- ترتبط زنويمو مع ترينتو باتفاقية توأمة.
- ترتبط Kyjov [الإنجليزية]‏ مع سيرافزا باتفاقية توأمة منذ 14 أبريل 2011.[24][24][25][26]
- ترتبط Krnov [الإنجليزية]‏ مع Povegliano Veronese [الإنجليزية]‏ باتفاقية توأمة.
- ترتبط Meziboří [الإنجليزية]‏ مع سوليانو أل روبيكوني باتفاقية توأمة.
- ترتبط هافليتشكوف برود مع بريكسن باتفاقية توأمة.
- ترتبط نوفي يتشين مع نوفيلارا باتفاقية توأمة.
- ترتبط تابور مع فورمجيني باتفاقية توأمة.
- ترتبط برونتال مع كاستلارانو باتفاقية توأمة منذ 8 ديسمبر 1997.
- ترتبط سوشيتسا مع بيلاجيو باتفاقية توأمة.
- ترتبط Starý Poddvorov [الإنجليزية]‏ مع بوسيني باتفاقية توأمة.
- ترتبط Čelákovice [الإنجليزية]‏ مع Trescore Balneario [الإنجليزية]‏ باتفاقية توأمة.
- ترتبط براخاتيتسه مع إمبرونيتا باتفاقية توأمة.
- ترتبط Police nad Metují [الإنجليزية]‏ مع Saltara [الإنجليزية]‏ باتفاقية توأمة.
- ترتبط Lanškroun [الإنجليزية]‏ مع كاستيجليون إن تيفرينا باتفاقية توأمة.
- ترتبط هافروف مع كولينيو باتفاقية توأمة.
- ترتبط Železná Ruda [الإنجليزية]‏ مع Aldeno [الإنجليزية]‏ باتفاقية توأمة.
- ترتبط هودونين مع كاتوليكا باتفاقية توأمة منذ 1996.
- ترتبط Prague 8 [الإنجليزية]‏ مع تيرني باتفاقية توأمة.
- ترتبط بينيشوف مع سان بييترو في كاسالي باتفاقية توأمة.
- ترتبط بلانسكو مع سكانديانو باتفاقية توأمة.
- ترتبط Stříbro [الإنجليزية]‏ مع فانو باتفاقية توأمة.
- ترتبط كارلوفي فاري مع كاسينو باتفاقية توأمة منذ 1998.[27][28][29][30]
- ترتبط Dolní Dobrouč [الإنجليزية]‏ مع روفيريتو باتفاقية توأمة.
- ترتبط أوستي ناد أورليتسي مع ماسا مارتانا باتفاقية توأمة.
- ترتبط Karlštejn (Beroun District) [الإنجليزية]‏ مع مونتي كارلو، توسكانا باتفاقية توأمة.
- ترتبط Podbořany [الإنجليزية]‏ مع روسي باتفاقية توأمة.
- ترتبط Bystřice pod Hostýnem [الإنجليزية]‏ مع San Giovanni al Natisone [الإنجليزية]‏ باتفاقية توأمة.

## منظمات دولية مشتركة
يشترك البلدان في عضوية مجموعة من المنظمات الدولية، منها:
| علم المنظمة | اسم المنظمة                               | تاريخ انضمام التشيك | تاريخ انضمام إيطاليا |
| ----------- | ----------------------------------------- | ------------------- | -------------------- |
|             | المنظمة الأوروبية لسلامة الملاحة الجوية   | 1996                | 1996                 |
|             | البنك الأوروبي لإعادة البناء والتنمية     | ?                   | ?                    |
|             | المرصد الأوروبي الجنوبي                   | 2007                | 1982                 |
|             | منظمة الشرطة الجنائية الدولية             | ?                   | ?                    |
|             | الاتحاد البريدي العالمي                   | ?                   | ?                    |
|             | مركز تنسيق الحركة في أوروبا ‏              | ?                   | ?                    |
|             | حلف شمال الأطلسي                          | 12 مارس 1999        | 4 أبريل 1949         |
|             | منظمة التجارة العالمية                    | ?                   | 1995                 |
|             | منظمة التعاون الاقتصادي والتنمية          | ?                   | 29 مارس 1962         |
|             | الفريق المعني برصد الأرض                  | ?                   | ?                    |
|             | مجموعة الموردين النوويين                  | ?                   | ?                    |
|             | مؤسسة التنمية الدولية                     | 1993                | 24 سبتمبر 1960       |
|             | اتفاقية السماوات المفتوحة                 | ?                   | ?                    |
|             | منظمة الأمن والتعاون في أوروبا            | 1993                | 25 يونيو 1973        |
|             | الوكالة الدولية للطاقة                    | ?                   | ?                    |
|             | مجلس أوروبا                               | ?                   | 5 مايو 1949          |
|             | مؤسسة التمويل الدولية                     | 1993                | 27 ديسمبر 1956       |
|             | منظمة حظر الأسلحة الكيميائية              | ?                   | ?                    |
|             | الأمم المتحدة                             | 19 يناير 1993       | 14 ديسمبر 1955       |
|             | سيرن                                      | ?                   | ?                    |
|             | الاتحاد الدولي للاتصالات                  | 1993                | 1866                 |
|             | الاتحاد الأوروبي                          | 1 مايو 2004         | 25 مارس 1957         |
|             | البنك الدولي للإنشاء والتعمير             | 1993                | 27 مارس 1947         |
|             | مجموعة أستراليا                           | 1994                | 1985                 |
|             | المركز الدولي لتسوية المنازعات الاستشارية | 22 أبريل 1993       | 28 أبريل 1971        |
|             | وكالة الفضاء الأوروبية                    | ?                   | ?                    |
|             | وكالة ضمان الاستثمار متعدد الأطراف        | 1993                | 29 أبريل 1988        |
|             | نظام تحكم تكنولوجيا القذائف               | 1998                | 1987                 |
|             | يونسكو                                    | 22 فبراير 1993      | ?                    |

## أعلام
هذه قائمة لبعض الشخصيات التي تربطها علاقات بالبلدين:
- باتريسيو ستروناتي (لاعب كرة قدم تشيكي، 17 نوفمبر 1994[40] – )
- برنارد بولزانو (5 أكتوبر 1781[41][42][43] – 18 ديسمبر 1848[43][44][45])
- روبرتو وايس (مؤرخ إيطالي، 21 يناير 1906[46] – 10 أغسطس 1969[46])
- زدينيك زيمان (مدرب كرة قدم تشيكي، 12 مايو 1947 – )
- كارل كوري (5 ديسمبر 1896[47][48][49] – 20 أكتوبر 1984[47][48][50])
- كريستيان بانوتشي (لاعب كرة قدم إيطالي، 12 أبريل 1973[51] – )
- ميشيل نوري (صحفية إيطالية، 17 أكتوبر 1973 – )

## وصلات خارجية
- موقع وزارة الخارجية التشيكية
- موقع وزارة الخارجية الإيطالية